# وجوه (مسلسل)
وجوه هو مسلسل تلفزيوني مصري عُرض في شهر رمضان عام 1443 هـ (2 أبريل 2022)، من بطولة حنان مطاوع، ينقسم المسلسل إلى قصتين: وش تالت، وميتافيرس، وكل قصة تتكون من 15 حلقة.

## قصة المسلسل
تدور أحداث قصة وش تالت حول طبيبة تخرج من السجن لتبدأ رحلة بحث عن ابنتها ورحلة مواجهة مرض الذهان. أما في ميتافرس، ترفض البطلة الحياة في الواقع وتقتحم العالم الافتراضي لتنتقم لنفسها من أعدائها.

## طاقم التمثيل
- حنان مطاوع
- محمود عبد المغني
- هالة فاخر
- عابد عناني
- نورهان
- دنيا المصري
- تامر فرج
- فريد النقراشي
- عزت زين
- رشا سامي
- محمد نصر
- ملك بدوي
- رانيا الملاح
- حسن عيد
- جمال يوسف
- أحمد وفيق
- حازم إيهاب

## فريق العمل
- إخراج: معتز حسام (وش تالت)، أحمد حسن (ميتافيرس)
- تأليف: محمد علي إبراهيم
- إنتاج وتوزيع: إم جي آر (ممدوح شاهين)
- مدير التصوير: مارك عوني
- مونتاج: ريمون وليم
- موسيقى تصويرية: مودي كامل

## أغنية المقدمة
متفصلة على الجرح
- غناء: هايدي موسى
- كلمات: أيمن سليم
- ألحان: مصطفى شكري
- توزيع: أحمد أمين